# Gortyne
Pour les articles homonymes, voir Gortyne (homonymie).
Ne doit pas être confondu avec Gortys.
Gortyne (en grec ancien Γόρτυς/Gortus ou Γορτύν / Gortun ou Γόρτυνα / Gortuna) est une cité grecque de Crète, située sur les bords du fleuve Léthée et au pied du mont Ida. Un dème (municipalité) de la périphérie de Crète porte son nom, dans le district régional d'Héraklion.

## Mythologie et religion
Selon une légende, Europe, fille du roi de Tyr, est enlevée par Zeus qui se transforme en taureau blanc pour la séduire et l’emporte sur son dos en Crète. À Gortyne, sous un platane qui depuis lors est toujours vert, ils engendrent Minos, Rhadamanthe et Sarpédon ; Théophraste en parle comme d'un platane dont les feuilles ne tombent que dans le temps qu'il lui en vient de nouvelles. 

Selon une autre légende, c’est dans les prés de Gortyne que broutait le taureau blanc envoyé par Poséidon contre le roi de l'île Minos II, lorsque Pasiphaé son épouse s'en éprit ; c'est de leur union que naquit le Minotaure.
 Platon écrit que Gortyne fut fondée d'après une ville homonyme du Péloponnèse, et que la communauté étrangère la plus importante est argienne. 
Gortyne abritait des temples dédiés à Apollon et Artémis ainsi qu'un temple des divinités égyptiennes. On y trouve pas moins de quatre théâtres dont un amphithéâtre qui pouvait accueillir 15 000 spectateurs, où les Dix Saints furent décapités par les Romains en 250 ; un hippodrome, des thermes imposants.... sur un espace de 100 km2, vestiges que le professeur italien Antonino Di Vita a prospecté pendant des décennies (voir son livre "Gortyna Di Creta, Editions "L'Erma di Bretshneider"-2010).
Le site abrite  les vestiges de la basilique Saint-Tite, un des plus anciens monuments chrétiens. Il se pourrait cependant que ce saint ait été originellement célébré dans la basilique de Mitropoli, plus vaste, non loin de Gortyne.

## Préhistoire
La cité est évoquée par Homère à la fois dans le catalogue des vaisseaux de l’Iliade et dans L'Odyssée. Les fouilles archéologiques attestent d'une occupation humaine très ancienne. Le site est occupé dès le Néolithique, probablement entre -4000 et -3500 avant notre ère. De la céramique néolithique a été trouvée sur la colline ou plus tard est édifiée l'acropole. Plus tard, à l'époque minoenne, un village, sans doute prospère, s'épanouit sur le site jusqu'à une époque assez tardive

## Antiquité

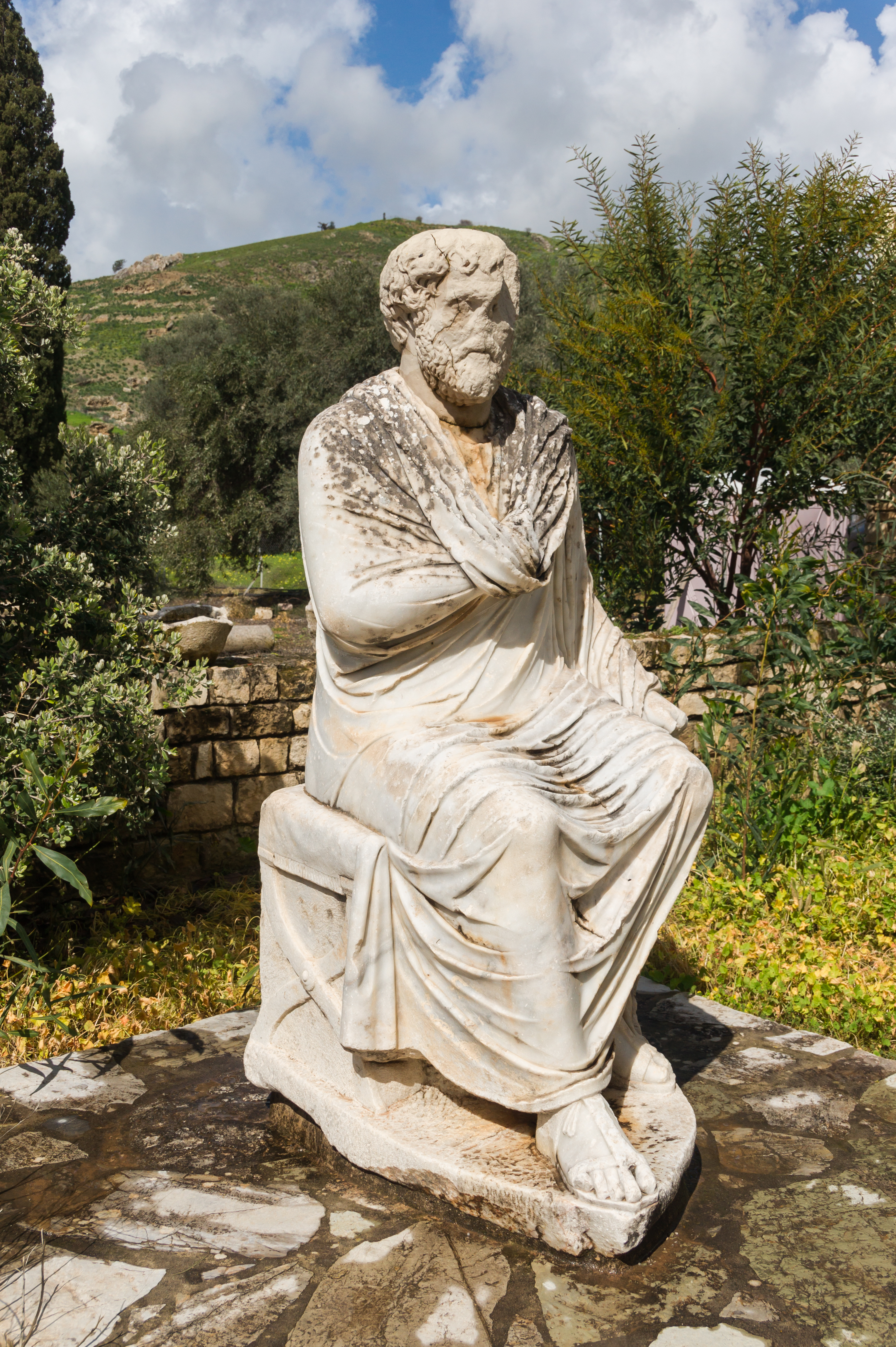
Statue d'un philosophe.

Le noyau de la future cité de Gortyne se met en place à l'époque géométrique, entre le XIe siècle av. J.-C. VIIIe siècle av. J.-C. autour de l'acropole fortifiée. Jusqu'au VIe siècle av. J.-C. environ, la ville s'organise autour d'un temple d'Athéna Poliouchos, sanctuaire officiel de la ville.
À l'époque archaïque  (VIIe siècle av. J.-C. VIe siècle av. J.-C.) un deuxième centre se crée dans la plaine au bas de l'acropole, autour du temple d'Apollon Pythien qui progressivement devient le nouveau sanctuaire officiel de la cité. Il le reste jusqu'au IVe siècle de notre ère qui voit alors l'avènement du christianisme.
Les périodes classique (Ve siècle av. J.-C.- IVe siècle av. J.-C.) et hellénistiques (IVe siècle av. J.-C.-Ier siècle av. J.-C.) correspondent à une phase d'aménagement complet du plan de la ville bien qu'il soit difficile de le restituer avec précision en raison des nombreuses constructions de l'époque romaine.
Elle fut une cité d'importance dès le VIIe siècle av. J.-C. Elle ruina la cité de Phaistos au IVe siècle av. J.-C. et rivalisa avec la cité voisine de Cnossos. Strabon décrit dans ses récits une cité de taille très importante, puisqu'il estime les murs qui l'entourent à 50 stades. À l'époque hellénistique, elle fut fortifiée à neuf par Ptolémée IV. Sous la domination romaine, elle fut la capitale de la province de Crète et Cyrénaïque.

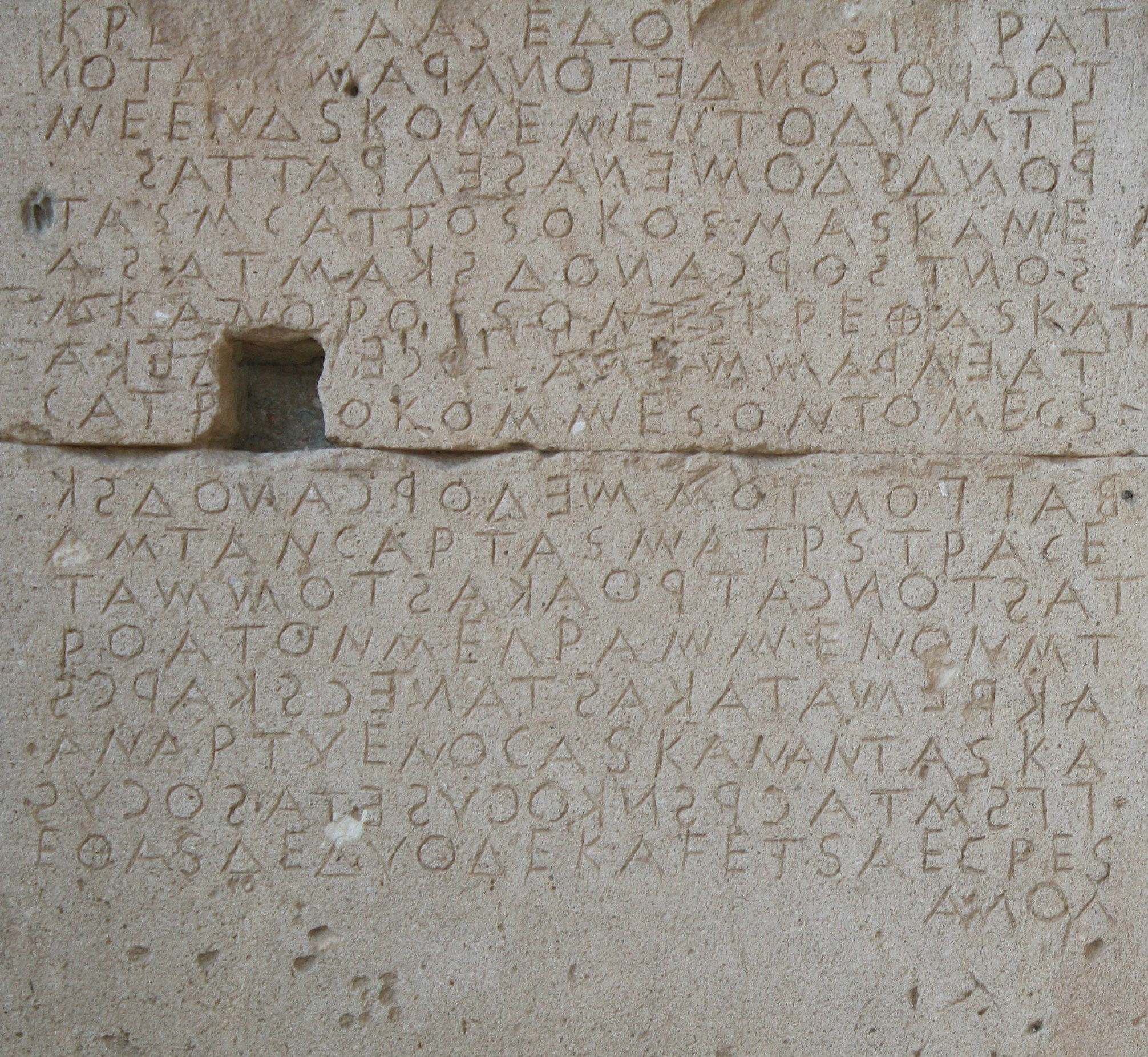
Code de Gortyne, écriture boustrophédon.

## Code de Gortyne
En 1884, des archéologues ont exhumé une douzaine de colonnes couvertes d'inscriptions. Cette « Reine des inscriptions », appelée aussi « Loi des douze tables de Gortyne » est le plus ancien code urbain d'Europe.

## Époque chrétienne

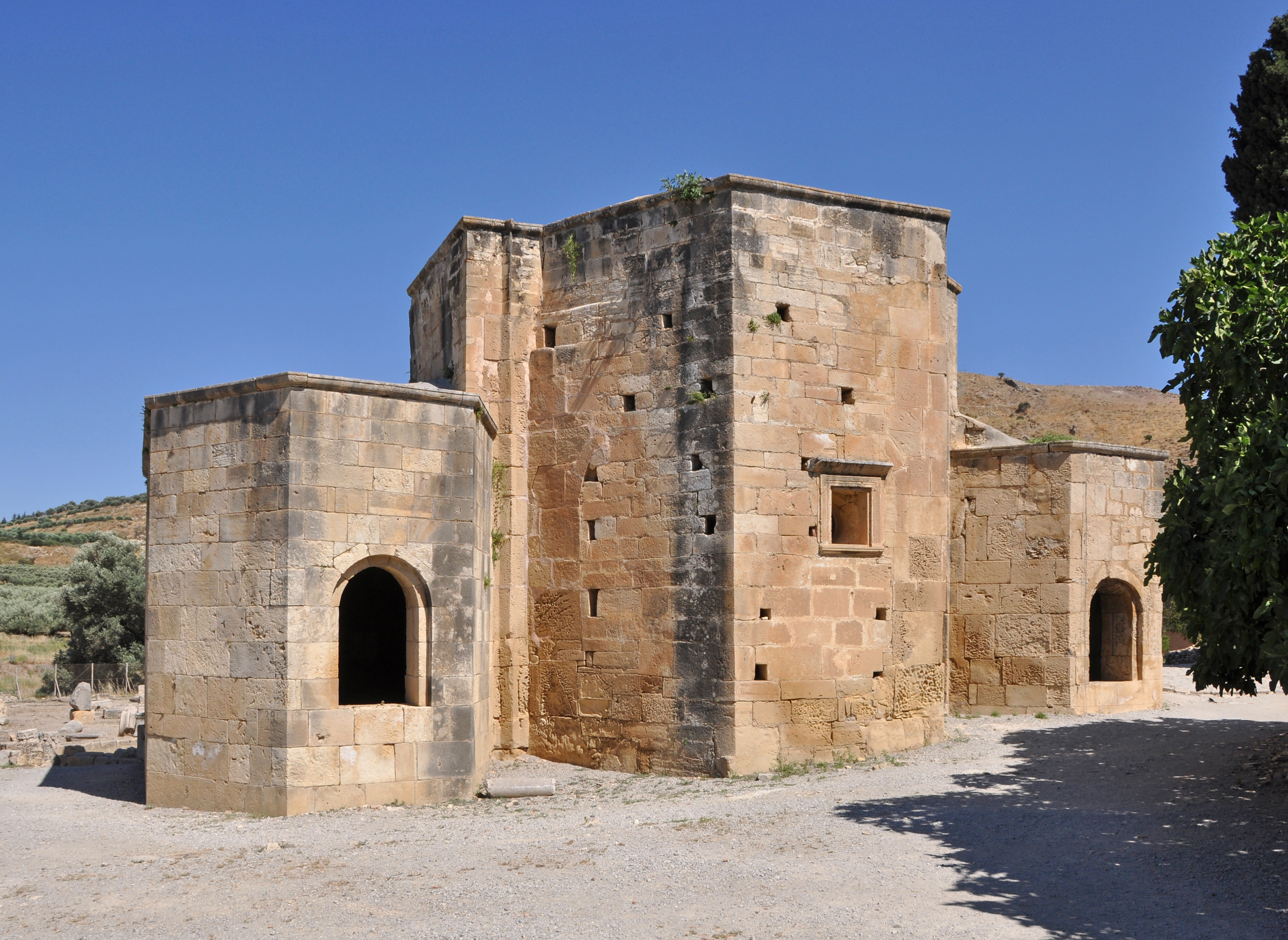
Basilique Saint-Tite.

C'est à Gortyne que furent torturés puis décapités, en 250, pendant le règne de l'Empereur Dèce, dix chrétiens, événement qui a donné le nom de « Agioi Deka » (Les Dix Saints) au village situé près du site. Le martyre de ces dix chrétiens est toujours fêté à Gortyne chaque 23 décembre, deux jours avant la « Fête de la Lumière », fête qui fait référence au « Sol Invinctus » des mithraïstes romains de cette époque, le 23 décembre étant aussi le jour où les Romains fêtaient Acca Larentia, la louve nourricière de Romulus et Rémus. Elle fut abandonnée et tomba en ruines pendant la conquête arabe.
Une description du site de Gortyne par Joseph Pitton de Tournefort, datant de 1700, mentionne entre autres le quartier de « Metropolis » où se trouvaient les vestiges importants de la basilique Saint-Tite, du nom d'un compagnon de Saint Paul, fondateur de l'Église en Crète (voir Épître à Tite de Saint Paul). Selon Tournefort elle était dédiée à la Vierge et comportait une fresque avec l'abréviation « ΜΡ ΘΥ » pour Matéra Théou, soit « Mère de Dieu » en grec. Il signale aussi, près de cette basilique, les vestiges d'un établissement des Hospitaliers.

## Le «Labyrinthe»
Joseph Pitton de Tournefort a aussi visité dans les alentours une carrière appelée Labyrinthe, considérée par Sebastian Münster comme étant le labyrinthe mythologique dans son ouvrage Cosmographia Universalis,.
Un plan du labyrinthe mythique supposé dû à Dédale, dessiné en 1415 par Cristoforo Buondelmonti et publié en 1417, est considéré comme le plus ancien dessin d'une cavité souterraine artificielle.

## Sources
- Bernard Haussoullier, « Inscriptions archaïques de Gortyne », Bulletin de correspondance hellénique, 1880, vol. 4, no 4, p. 460-471. En ligne.
- (en) Ronald Willets, The Law Code of Gortyn, Berlin, 1967.
- A.S. Vasilakis, La grande inscription du code de lois de Gortyne, Heraklion, Ed. Mystis, 2004.